# Carlos Montovaneli
Carlos Alberto Montovaneli, detto Carlinhos (Maringá, 13 settembre 1973), è un ex giocatore di calcio a 5 brasiliano naturalizzato italiano, campione europeo con la nazionale italiana nel 2003.

## Carriera

### Club
Impiegato come centrale difensivo, inizia la carriera nel suo paese natale, giocando con diversi club come Carlos Barbosa e Ulbra. Giunto in Italia nelle file della Lazio, con i biancocelesti vince una Coppa Italia, quindi si trasferisce alla Roma RCB (poi diventata Roma Futsal) dove rimane per tre stagioni. Nella stagione 2006-07 gioca nella Liga con il Guadalajara quindi ritorna in Italia indossando la maglia della Luparense con cui nel 2007-08 vince scudetto, Coppa Italia e Supercoppa italiana.

### Nazionale
In possesso della doppia cittadinanza, Montovaneli ha vinto, con la nazionale italiana, il campionato europeo 2003 mentre l'anno successivo è nella rosa azzurra vice campione mondiale. Con l'Italia ha disputato complessivamente 51 incontri mettendo a segno 13 gol.

## Palmarès

### Club
- Campionato italiano: 1
Luparense: 2007-08
- Coppa Italia: 2
Lazio: 2002-03
Luparense: 2007-08
- Supercoppa italiana: 1
Luparense: 2007

### Nazionale
- Campionato d'Europa: 1

Italia: 2003